# Дмитриев, Викентий Дмитриевич
Викентий Дмитриевич Дмитриев (19 марта 1930, с. Горяново, Ленинградская область — 4 октября 2019, Витебск) — советский и белорусский тренер по спортивной гимнастике. Заслуженный тренер СССР, Заслуженный учитель Белоруссии, Почётный гражданин Витебска и Чикаго.

## Биография
Родился в Ленинградской области в 1930 году. Перед Великой Отечественной войной его семья переехала в Ленинград, пережила блокаду города. 
Спортивной гимнастикой начал заниматься в 1945 году. Был чемпионом Ленинграда, однако однажды получил серьёзную травму колена. Из-за неё с 1956 года Викентий Дмитриевич трудился на поприще тренера. Переехал в Витебск, в 1958 году окончил Витебский техникум физкультуры. Работал в спортивном клубе «Динамо» (Витебск). В 1964 году его подопечная Лариса Петрик победила на всесоюзных соревнованиях Ларису Латынину, девятикратную олимпийскую чемпионку. Являлся тренером сборной СССР по спортивной гимнастике на Олимпийских играх 1968 и 1972 года. 
В 1968 году на Олимпийских играх в Мехико Лариса Петрик стала чемпионкой в командных соревнованиях и в вольных упражнениях, а также получила бронзу в упражнениях на бревне. Другая подопечная тренера, Тамара Лазакович, на чемпионате мира в Любляне в 1970 году также была удостоена золотой медали. Вместе с Тамарой в составе сборной Советского Союза совершил турне по США, делегацию спортсменов принял президент Ричард Никсон, который подарил Викентию Дмитриевичу золотые запонки, а мэрия города Чикаго присвоила ему звание почётного гражданина.
Ещё одной подопечной заслуженного тренера была Татьяна Аржанникова – чемпионка мира в командном первенстве в 1978 году.
В 2011 году был награждён почётным знаком НОК Белоруссии «За заслуги в развитии олимпийского движения в Республике Беларусь».